# 2024 année européenne du vélo
Le projet de faire de 2024 l’année européenne du vélo est soutenu par le Parlement européen et plusieurs États membres du Conseil de l’Union européenne. Elle vise à sensibiliser les citoyens européens à la pratique du vélo et à ses avantages, les rassembler pendant une année autour de projets culturels, sportifs et festifs, et à attirer l’attention des Etats membres de l’Union Européenne  sur le besoin d’une stratégie commune centrée sur le développement de la pratique du vélo.

## Contexte européen
Alors que l’UE s’est engagée à diminuer d’ici 2030 de 55% ses émissions de gaz à effet de serre pour arriver à la neutralité carbone en 2050, le secteur des transports est le seul à ne pas avoir réduit ses émissions depuis les années 90. Les députés européens et les ministres des transports de plusieurs États membres de l’UE considèrent que le vélo a un rôle essentiel à jouer pour atteindre les objectifs que s’est fixés l’Union en matière de climat. Le premier Vice-président de la Commission européenne, Frans Timmermans, souhaite aussi que le vélo soit reconnu comme un mode de transport à part entière et non plus seulement comme un sport ou un loisir.
Pour doubler le nombre de kilomètres parcourus à vélo d’ici 2030, les responsables européens souhaitent l’amélioration des infrastructures notamment avec la construction de voies cyclables séparées, une meilleure interconnexion entre les modes de transports (notamment les places de vélos dans les trains) la facilitation des déplacements entre les périphéries et les centres-villes et l’accroissement des systèmes de location en libre-service.  
Le développement du vélo est aussi un enjeu économique et d’emploi. L’écosystème du vélo compte plus de 1000 PME et génère environ 1 million d’emplois. Le Parlement européen estime que ce nombre pourrait doubler d’ici 2030.

## Historique de la candidature «2024 année européenne du vélo»

### Conseil de l’Union européenne
Le 2 juin 2022, Georges Gilkinet, Ministre fédéral belge des transports, prend l’initiative de coordonner une déclaration qu’il propose à la cosignature des ministres des transports de l’Union européenne. Il présente officiellement la European Cycling Declaration lors du Conseil formel des ministres des transports qui se tient à Luxembourg. Cinq autres Etats membres se joignent à la Belgique et deviennent consignataires: l’Autriche, le Danemark, l’Irlande, le Grand-Duché du Luxembourg et les Pays-Bas.
La European Cycling Declaration s’articule autour des avantages du vélo en tant que mode de déplacement durable, performant et moderne. Cette déclaration souligne l’impact positif du développement de l’industrie du vélo pour l’économie européenne.
Les ministres signataires formulent officiellement plusieurs demandes à la Commission européenne:
- Désigner 2024 en tant qu’année européenne du vélo
- Affecter davantage de fonds européens à la politique cycliste, par exemple dans le cadre du Green Deal européen
- Charger Eurostat de développer les connaissances et les statistiques sur le vélo et les autres modes de transport actifs.
- Prendre en compte le vélo dans les réseaux et projets RTE-T afin de produire un effet positif sur le vélo et d'éviter les projets qui détériorent les infrastructures ou les pratiques cyclistes.

En date du 28 février 2023, à la suite du Conseil informel des ministres des transports se déroulant à Stockholm, 13 des 27 pays européens avaient cosigné. Lorsque la Slovaquie est devenue le 14e pays signataire, la European Cycling Declaration est devenue officiellement cosignée par plus de la moitié des États-Membres de l’Union Européenne.
| Pays       | Ministre signataire    | Date de la signature |
| ---------- | ---------------------- | -------------------- |
| Belgique   | Georges Gilkinet       | 2 juin 2022          |
| Autriche   | Léonore Gewessler      | 2 juin 2022          |
| Irlande    | Eamon Ryan             | 2 juin 2022          |
| Danemark   | Trine Bramsen          | 2 juin 2022          |
| Luxembourg | François Bausch        | 2 juin 2022          |
| Pays-Bas   | Marc Harbers           | 2 juin 2022          |
| Slovénie   | Bojan Kumer            | 30 juin 2022         |
| France     | Clément Beaune         | 21 octobre 2022      |
| Espagne    | Raquel Sánchez Jiménez | 5 décembre 2022      |
| Hongrie    | Máriusz Révész         | 5 décembre 2022      |
| Grèce      | Michalis Papadopoulos  | 7 décembre 2022      |
| Lituanie   | Marius Skuodis         | 27 février 2023      |
| Estonie    | Riina Sikkut           | 28 février 2023      |
| Slovénie   | Andrej Doležal         | 14 Mars 2023         |

### Parlement européen

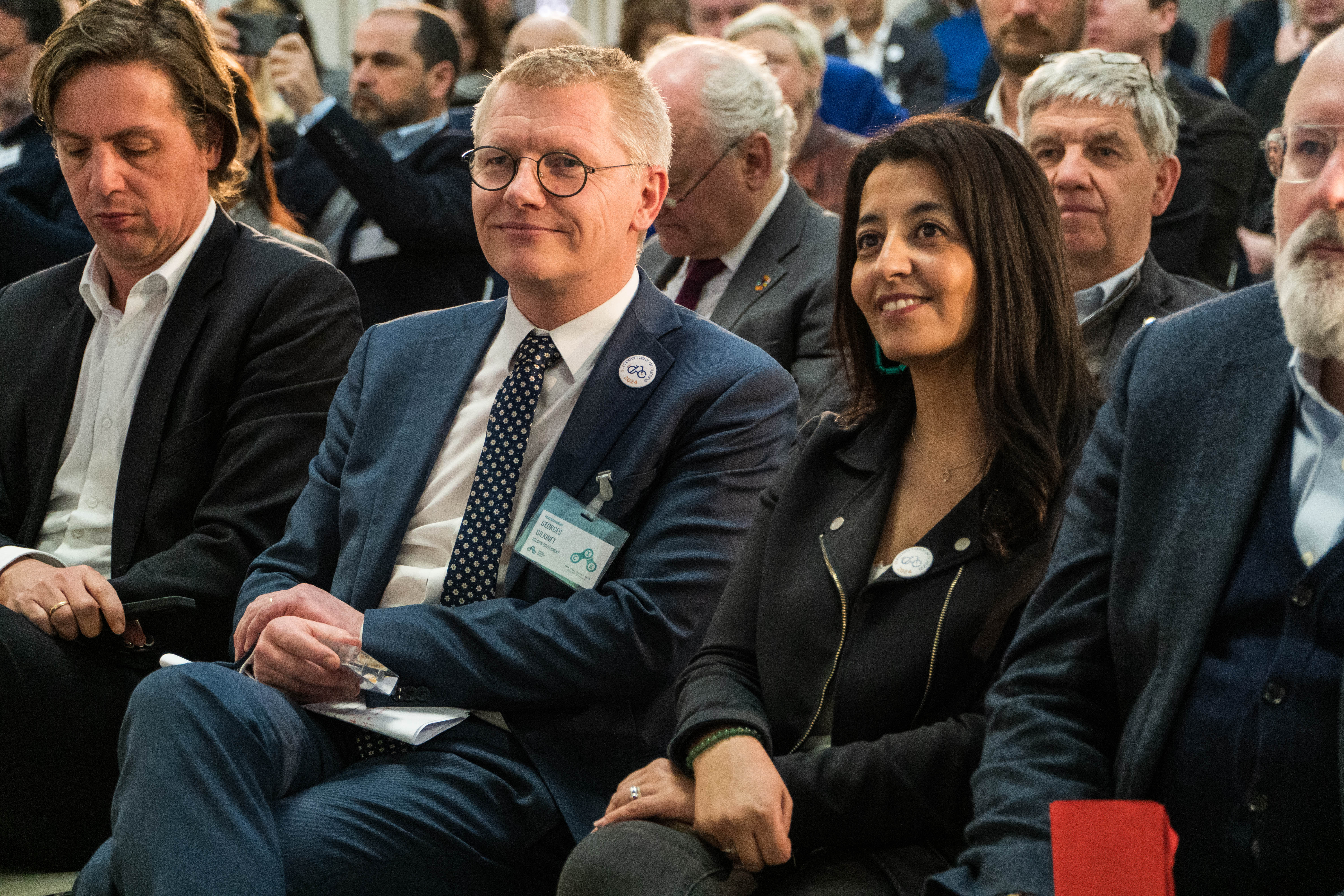
Le Ministre fédéral belge de la Mobilité Georges Gilkinet et l'eurodéputée française Karima Delli affichant un badge EYOC2024

Le 16 février 2023, le Parlement européen vote une résolution sur le développement d’une stratégie européenne du vélo,. Cette résolution est le fruit du travail de la commission Transport du Parlement européen, présidée par Karima Delli. L’article 17 de la résolution précise explicitement la demande du Parlement : « Le parlement européen demande à la Commission européenne de proclamer 2024 "Année européenne du déplacement à vélo"» 